# Persulfate d'ammonium
Pour les articles homonymes, voir APS.
Le persulfate d'ammonium, peroxydisulfate d'ammonium, ou encore APS, est un composé chimique de formule (NH4)2S2O8. C'est un oxydant fort, préparé pour la première fois par H. Marshall en utilisant la même méthode de préparation que celle du persulfate de potassium K2S2O8.
Le persulfate d'ammonium est très soluble dans l'eau froide, une forte baisse de température accompagnant la solution. C'est un oxydant très puissant et un amorceur radicalaire : il peut produire des radicaux sous des conditions douces et entraîner des réactions de polymérisation radicalaire (cf. Polymérisation). Il est utilisé pour graver le cuivre sur des circuits imprimés, technique alternative à la solution de chlorure de fer(III) FeCl3. Il est aussi utilisé en combinaison avec le tétraméthyléthylènediamine pour catalyser la polymérisation de l'acrylamide pour fabriquer du gel polyacrylamide.
Le persulfate d'ammonium est le principal composant du Nochromix. En étant dissous dans de l'acide sulfurique H2SO4, il est utilisé pour nettoyer la verrerie de laboratoire comme alternative sans métal aux bains d'acide chromique.
Le documentaire Gasland (2010) de l'Américain Josh Fox montre que l'industrie américaine de l'extraction du gaz de schiste reconnaît l'usage du persulfate d'ammonium, dilué dans un mélange d'eau, à d'autres produits chimiques toxiques et de sable pour l'injection dans les puits d'extraction du gaz de schiste comme liquide d'hydrofracturation. Le persulfate d'ammonium est employé comme agent fluidifiant, mais cette technique visant à libérer le gaz contenu dans la couche de schiste a aussi pour conséquences de polluer les nappes phréatiques avec le liquide de fracturation. Pour un puits d'extraction, il faut entre 10  et   30 000 m3 d'eau, la moitié environ est récupérée après fracturation.